# 花山院通定
花山院 通定（かさんのいん みちさだ）は、南北朝時代から室町時代前期にかけての公卿。権大納言・花山院兼定の子。官位は従一位・右大臣。花山院家12代当主。光明天皇（北朝2代）から後小松天皇（100代）にわたって北朝のち統一朝廷に仕えた。

## 経歴
貞治2年（1346年）に叙爵して以降累進し、侍従・左近衛中将を経て、応安3年（1370年）従三位となり、公卿に列する。その後も伊予介・権中納言を経て、永徳元年（1381年）権大納言に任じられる。明徳元年（1390年）右近衛大将を兼務。応永元年（1394年）内大臣に任じられる。応永2年（1395年）右近衛大将を辞す。右大臣に任じられ、従一位に進む。後に出家している。

## 系譜
- 父：花山院兼定（1338-1378）
- 母：権大納言民部卿九条光経の娘
- 妻：不詳
  - 男子：花山院忠定（1379-1416）